# GSC Game World
GSC Game World is een computerspelontwikkelaar gevestigd in Kiev, Oekraïne. GSC Game World is het meest bekend van de S.T.A.L.K.E.R. serie. 
In 2004 richtte GSC Game World een uitgeverij op; GSC World Publishing.
In 2011 sloot het bedrijf zijn deuren.

## Spellen
- 2001 - Codename: Outbreak
- 2001 - Cossacks: European Wars
- 2002 - Cossacks: Art of War
- 2002 - Cossacks: Back to War
- 2003 - Hover Ace
- 2003 - American Conquest
- 2003 - American Conquest: Fight Back
- 2004 - Alexander
- 2004 - Firestarter
- 2005 - Cossacks II: Napoleonic Wars
- 2006 - Cossacks II: Battle for Europe
- 2006 - Heroes of Annihilated Empires
- 2007 - S.T.A.L.K.E.R.: Shadow of Chernobyl
- 2008 - S.T.A.L.K.E.R.: Clear Sky
- 2009 - S.T.A.L.K.E.R.: Call of Pripyat
- 2016 - Cossacks 3